# ريكاردو رينكون
ريكاردو رينكون (بالإسبانية: Ricardo Rincón)‏ هو لاعب كرة قاعدة مكسيكي، ولد في 13 أبريل 1974، في ولاية فيراكروز في المكسيك.

## وصلات خارجية
- ريكاردو رينكون على موقع دوري كرة القاعدة الرئيسي (الإنجليزية)
- ريكاردو رينكون على موقعبيزبول رفرنس.كوم (الدوري الرئيسي) (الإنجليزية)
- ريكاردو رينكون على موقعبيزبول رفرنس.كوم (الدوري الثانوي) (الإنجليزية)
- ريكاردو رينكون على موقع إي إس بي إن.كوم (أم.أل.بي) (الإنجليزية)
- ريكاردو رينكون على موقع مشجعي الرسوم البيانية (الإنجليزية)